# Wolodymyr Hruza

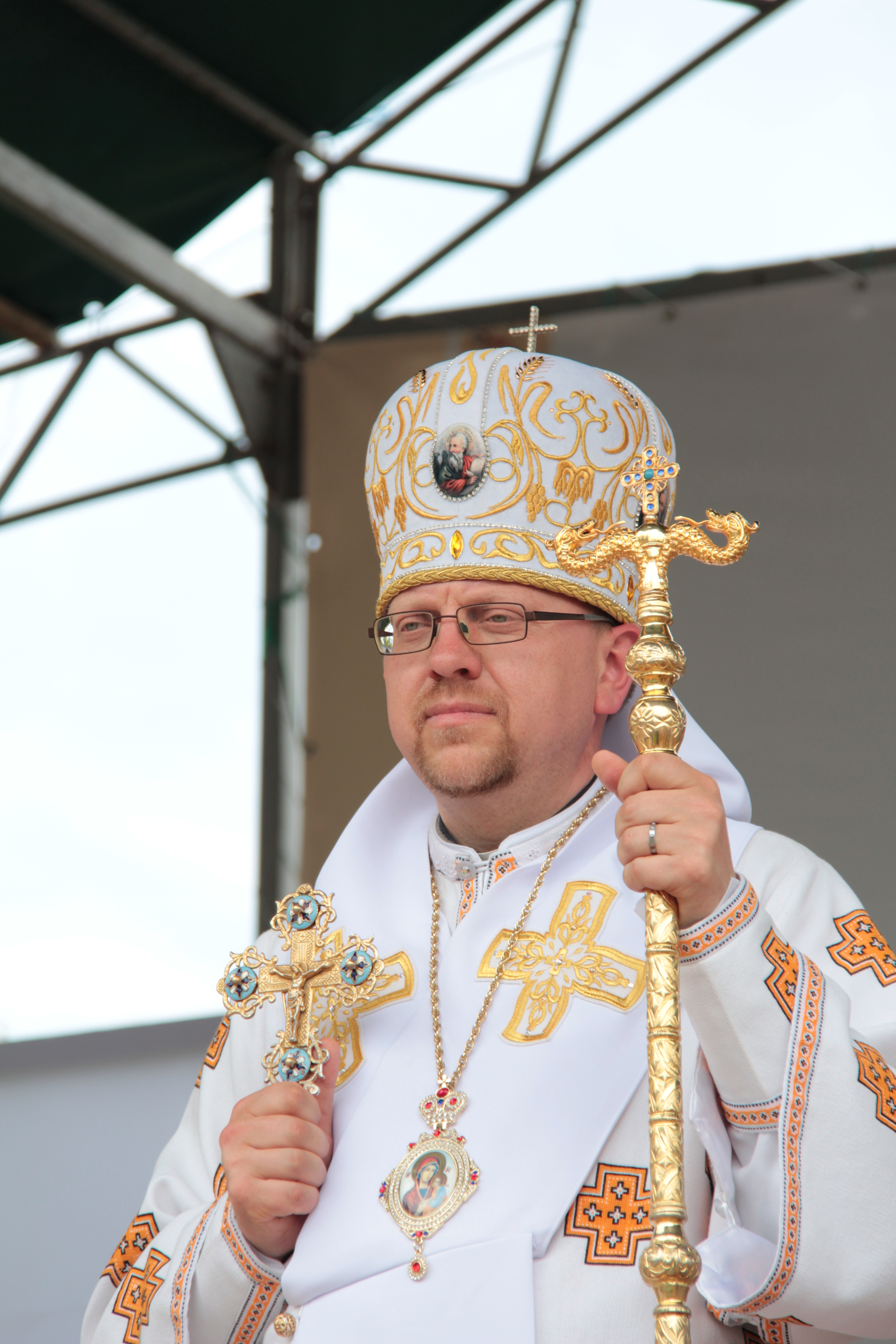
Wolodymyr Hruza

Bischofswappen von Wolodymyr Hruza

Wolodymyr Hruza CSsR (ukrainisch Володимир Груца; * 19. August 1976 in Dobromyl, Ukrainische SSR, Sowjetunion) ist ein ukrainischer griechisch-katholischer Geistlicher und Weihbischof in Lemberg.

## Leben
Wolodymyr Hruza trat 1994 der Ordensgemeinschaft der Redemptoristen bei und legte im Jahr 2000 die ewige Profess ab. Nach dem Studium am Priesterseminar der Redemptoristen in Tuchów und an der Päpstlichen Akademie für Theologie in Krakau empfing er am 12. Juli 2001 das Sakrament der Priesterweihe.
Nach weiteren Studien an der Universität Innsbruck von 2003 bis 2008 wurde er mit einer Dissertation über das Bußsakrament im Fach Dogmatik zum Dr. theol. promoviert. Von 2009 bis 2012 leitete er das Ordensstudium der Redemptoristenprovinz in Lemberg, für die er ab 2013 als Novizenmeister tätig war. In dieser Zeit lehrte er als Dogmatikdozent an der Ukrainischen Katholischen Universität, am Priesterseminar in Lemberg und am Seminar der Basilianer in Brjuchowytschi.
Papst Franziskus ernannte ihn am 14. Januar 2016 zum Titularbischof von Bahanna und bestätigte seine kanonische Wahl zum Weihbischof in Lemberg durch die Synode der Ukrainischen Griechisch-Katholischen Kirche. Der Großerzbischof von Kiew-Halytsch, Swjatoslaw Schewtschuk, spendete ihm am 7. April desselben Jahres die Bischofsweihe. Mitkonsekratoren waren der Erzbischof von Lemberg, Ihor Wosnjak CSsR, und der Bischof von Sambir-Drohobytsch, Jaroslav Pryriz CSsR.
Neben ukrainisch spricht Hruza russisch, polnisch, deutsch und englisch.